# 克林齊 (杜布諾區)
50°22′38″N 25°54′56″E / 50.37722°N 25.91556°E
克林齊（烏克蘭語：Клинці），是烏克蘭的村落，位於該國西北部羅夫諾州，由杜布諾區負責管轄，始建於1947年，面積0.6平方公里，海拔高度286米，2001年人口211，人口密度每平方公里351.1人。